# Conseil du développement et de la reconstruction
Pour les articles homonymes, voir CDR.
Le Conseil du développement et de la reconstruction (CDR) est un établissement public libanais créé en 1977 pour engager la reconstruction du Liban et planifier le développement du territoire. Rattaché au Premier ministre, compétent pour solliciter et recevoir des dons et des prêts. Le CDR a été l'outil principal de la reconstruction du pays après la guerre (entre 1975 et 1990). Il a également élaboré le schéma d'aménagement du territoire libanais (SDATL) publié en 2004.